# Dragiša Gudelj
Dragiša "Dragi" Gudelj (Serbian Cyrillic: Драгиша Гудељ; sinh ngày 8 tháng 11 năm 1997) là một cầu thủ bóng đá người Serbia thi đấu cho FC Wohlen ở vị trí hậu vệ trái. Anh cũng mang quốc tịch Dutch citizenship.

## Sự nghiệp câu lạc bộ
Gudelj là con trai của cựu tuyển thi, cầu thủ bóng đá NAC Nebojša Gudelj và anh bắt đầu sự nghiệp ở câu lạc bộ Breda.
Vào ngày 6 tháng 5 năm 2015, có thông báo rằng Gudelj ký bản hợp đồng chuyên nghiệp đầu tiên cùng với Jong Ajax. Anh chuyển đến Amsterdam cùng với anh trai Nemanja, người ký hợp đồng với đội một Ajax trong khi người bố Nebojša trở thành trinh sát viên cho câu lạc bộ.